# Pierre Gaultier de Varennes de La Vérendrye

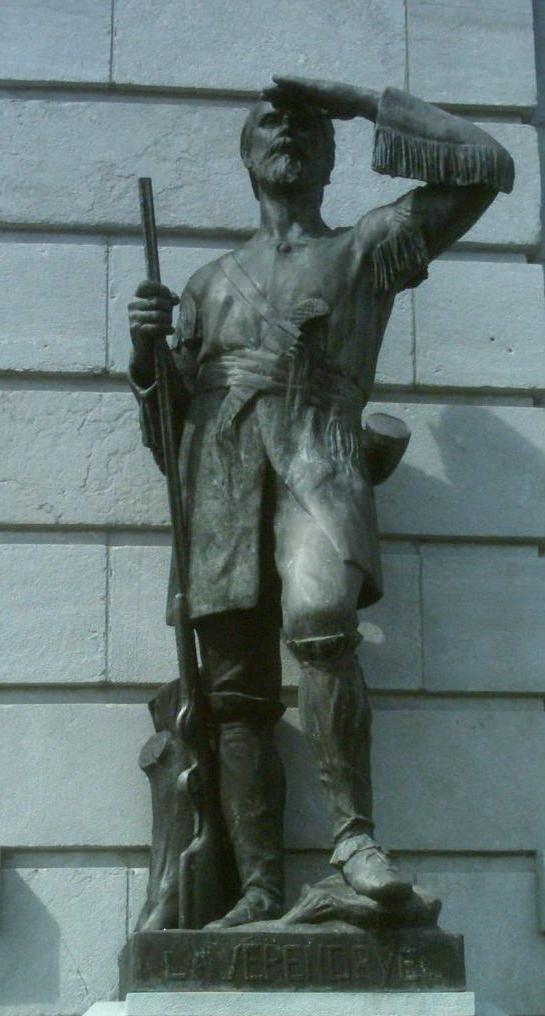
Pierre Gaultier de Varennes de La Vérendrye

Pierre Gaultier de Varennes de La Vérendrye (Trois-Rivières (Canada), 17 november 1685 – Montreal (Canada), 5 december 1749) was een Frans-Canadese militaire officier, bonthandelaar en ontdekkingsreiziger.

## Jeugd
Hij werd geboren in Trois-Rivières, Quebec, als de jongste zoon van René Gaultier de Varennes (1636–1689) en Marie Boucher (1655–1733), een dochter van Pierre Boucher, de eerste gouverneur van Trois-Rivières. De Gaultiers waren een familie van aristocraten afkomstig uit de provincie Anjou in Frankrijk.
Pierre werd opgeleid op een katholiek seminarie in Quebec. In 1704 en 1705 nam hij deel aan de gewapende strijd bekend als de Oorlog van koningin Anna in de Verenigde Staten. Op 22 jaar, meldde hij zich aan in het Franse leger, hij vocht in Zuidelijke Nederlanden tijdens de Spaanse Successieoorlog en werd ernstig gewond in de Slag bij Malplaquet. Na het herstellen van zijn verwondingen en zijn vrijlating als krijgsgevangene, keerde hij terug naar Canada en trouwde in 1712. Hierna verhandelde hij bont om zijn familie te ondersteunen tot 1727. Rond deze tijd verhuisde hij naar het fort in Nipigon en werd aangesteld als commandant.

## Ontdekkingen

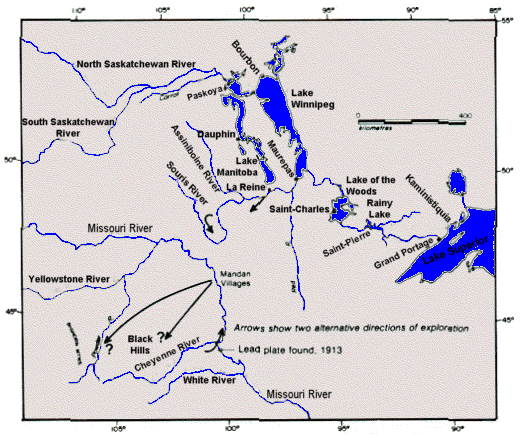
Gebied van de verkenningstochten van Pierre Gaultier de Varennes de La Vérendrye

In 1728 werd hij benoemd tot commandant van de Franse posten, waaronder Fort Caministigoyan, (ook Fort Kaministiquia, huidige Thunder Bay, Ontario in Canada), op de noordelijke oever van het Bovenmeer. Het was in die tijd als commandant, dat La Vérendrye in aanraking kwam met een Creegids, Auchagah, die vervolgens een kaart van kanoroutes tussen het Bovenmeer en het Winnipegmeer had beschreven, gebaseerd op zowel zijn eigen ervaringen als die van verscheidene andere Crees.
In 1731 begon hij zijn eerste serieuze ontdekkingstocht. Een van de belangrijkste doelstellingen was om een route te vinden naar de westelijke zee. Tussen 1731 en 1737 bouwde hij, bijgestaan door vier van zijn zonen en een neef, verschillende handelsposten tussen het Bovenmeer en het Winnipegmeer, inclusief Fort Saint-Pierre aan de westkant van Rainy Lake in 1731, Fort Saint-Charles in de buurt van Angle Inlet in 1732, Fort La Foret aan de rivier de Winnipeg in 1733, en Fort Maurepas in de buurt van Winnipeg, en uiteindelijk Manitoba in 1734. Deze forten waren een belangrijke basis voor bonthandel en ontdekkingstochten in het gebied tot ten minste 1760. Dit waren de eerste Europese vestigingen ten westen van het Bovenmeer sinds Jacques de Noyon overwinterde bij Rainy Lake in 1688.
In 1738 reisde hij met Assiniboinegidsen naar het gebied ten zuidwesten van de rivier de Missouri in wat nu Noord-Dakota is. Daar werd hij voorgesteld aan de Mandans (ook Mantannes genoemd), die een agrarische gemeenschap vormden en permanente dorpen bewoonden langs de Missouri. In combinatie met die reis vestigde hij twee forten, Fort Rouge en Fort La Reine, in wat nu Manitoba in Canada is. Samen met twee van zijn zonen werd het gebied ten zuidwesten van de Mantannes verkend. In deze reis heeft hij waarschijnlijk de vermeende runenstenen van La Vérendrye gevonden.
Hij nam in 1744 ontslag als commandant van de Westposten (postes de l'Ouest) nadat hij zijn superieuren niet had kunnen overtuigen dat een verdere verkenning van rivieren zoals de Saskatchewan hen zou kunnen leiden tot de westelijke zee. In 1746 werd hij toch opnieuw de westelijke commandant. In deze hoedanigheid keerde hij terug naar het oosten in 1747 waar hij stierf te Montreal, Quebec op 5 december 1749. Kort voor zijn dood, werd La Vérendrye onderscheiden met de Orde van Saint Louis door koning Lodewijk XV van Frankrijk.